# Hybryda DNA-RNA
Hybryda DNA-RNA – dwuniciowa cząsteczka kwasu nukleinowego, w której jedną z nici jest DNA, a drugą komplementarny RNA. Są one połączone na zasadzie hybrydyzacji. 
Możliwość hybrydyzacji nici DNA z RNA zaprezentował eksperymentalnie po raz pierwszy w roku 1960 Alexander Rich, co potwierdziło wcześniejsze hipotezy.
In vivo hybrydy DNA-RNA powstają podczas transkrypcji, replikacji, cyklu rozwojowego retrowirusów.
Hybrydy DNA-RNA rozpoznawane są przez rybonukleazę H (RNazę H), która przecina nić RNA takiego dupleksu. Zjawisko to wykorzystywane jest w terapii antysensowej: pacjentowi podaje się syntetyczny oligonukleotyd DNA, zaprojektowany tak, aby hybrydyzował z wybraną sekwencją mRNA. Po utworzeniu dupleksu RNaza H degraduje mRNA, w wyniku czego nie dochodzi do niepożądanej ekspresji genu.